# Paradisea liliastrum
Paradisea liliastrum (nombre común azucena silvestre y lirio de San Bruno) es una especie de planta bulbosa de flor de la familia Liliaceae. Es una hierba perenne.
Su rizoma es corto midiendo unos 5 mm de diámetro; su tallo se yergue unos 20 a 40 cm. Sus flores de color blanco o celeste claro forman un racimo unilateral. El periodo de floración va de junio a agosto.

## Distribución y hábitat
Es una especie propia de los Alpes y Pirineos en Europa. Se le encuentra en praderas de montaña a elevaciones entre 1000 a 2400 m s. n. m. Prefiere suelos eutróficos.